# Cúria de Pompeu
Cúria de Pompeu (em latim: Curia Pompeia) foi uma das numerosas salas de reunião da República Romana de grande significado histórico. Ficava de frente para o grande complexo do Teatro de Pompeu no Campo de Marte.
A "cúria" era uma estrutura destinada a sediar os encontros do Senado Romano ou as assembleias das tribos (em latim: tribù).

## História

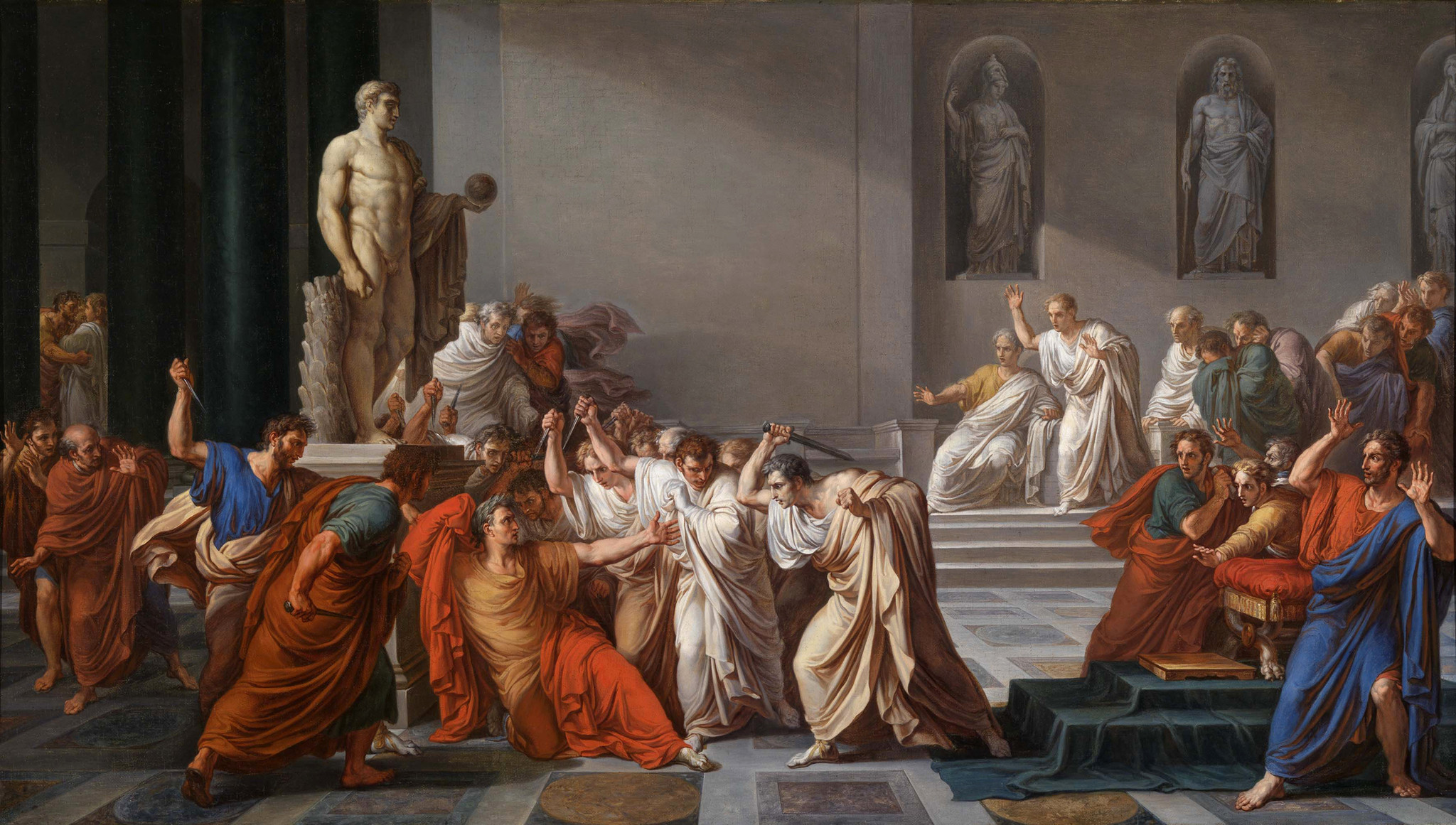
"A Morte de César", de Vincenzo Camuccini, um evento ocorrido na Cúria de Pompeu.

Em 55 a.C., Cneu Pompeu Magno inaugurou o maio teatro do mundo antigo antecipadamente, antes que as obras estivessem completas. Edificado com os recursos obtidos em suas campanhas militares, a estrutura era um poderoso símbolo político que tinha por objetivo aumentar o controle do cônsul-general e criar um memorial de suas conquistas durante seu cursus honorum. Logo depois, também os imperadores romanos copiariam esta ideia e construiriam seus próprios fóruns imperiais.
No período em que se estava transferindo a sede principal do Senado da Cúria Cornélia para a nova Cúria Júlia, ainda em construção, o Senado se reunião neste edifício, muito pequeno para a tarefa. Seja como for, a Cúria de Pompeu ficou famosa por que, nos idos de Março de 44 a.C., Júlio César foi ali assassinado.
Na obra "A New Topographical Dictionary of Ancient Rome", Richardson afirma que, depois do assassinato de César, Augusto removeu a grande estátua de Pompeu e emparedou o recinto, citando Suetônio, que afirma que ela foi em seguida transformada em latrina, como afirma ainda Dião Cássio.
Enquanto o teatro perdurou por séculos, a cúria teve vida breve, não mais do que uma década.

## Descrição
A cúria estava ligada ao quadripórtico atrás do teatro e seu lado mais estreito estava de frente para ele. Tinha a forma de uma êxedra com o muro posterior curvo. No interior, havia diversas fileiras de assentos em vários níveis.

## Arqueologia
Hoje, o local onde ficava a estrutura corresponde ao Largo di Torre Argentina. Ele foi escavado por ordem de Benito Mussolini na década de 1930. Na área escavada, foram reveladas as fundações da estrutura original.
Em 2012, o estado anunciou que novas escavações identificaram o ponto preciso do assassinato de César, evidenciado por uma lápide de dois por três metros que Augusto mandou erigir antes que o edifício fosse murado. Pouco depois, foi anunciado também que estas escavações da Cúria de Pompeu estaria abertas ao público a partir de 2013, mas isto não aconteceu.

## Localização
| Planimetria do Campo de Marte meridional |
| --- |
| Tibre Navália Circo Flamínio Teatro de Marcelo T. de DianaC T. da Piedade T. de Jano T. de Juno T. de Spes Templo de Belona Templo de Apolo Sosiano Templo de Júpiter Estator Templo de Juno Regina Pórtico de Otávia Portico de Filipo T. de Hércules Portico de Otávio Teatro de Balbo Cripta de Balbo Portico de Minúcio T. das Ninfas Diribitório T. de Juturna T. da Fortuna T. de Ferônia T. dos Lares Permarinos Cúria de Pompeu Portico de Pompeu Teatro de Pompeu Templo da Vênus Victrix Templo de Marte Santuário de Hércules Grande Vigia Templo de Castor e Pólux Ponte Fabrício Ilha Tiberina Pórtico dos Máximos T. de Netuno Pórtico dos Deuses Vila Pública Hecatostilo T. da Fortuna Equestre Anfiteatro de Estacílio Tauro (?) |